# Народний комісаріат оборони Української РСР

Нарком оборони УРСР Василь Герасименко

Народний комісаріат оборони УРСР — центральний орган виконавчої влади і військового управління УРСР 1944–1978 (фактично — 1944–1945) рр.

## Історія створення
В січні 1944 р. пленум ЦК ВКП(б) розглянув питання про розширення прав союзних республік у галузі оборони і зовнішніх зносин.
|  | Досі, — зазначив у своїй доповіді на X сесії В. Молотов, — союзні республіки брали участь в загальній справі створення, організації та озброєння Червоної армії, яка створювалась як загальносоюзна, що не має окремих військових формувань республік. Наразі ж пропонується запровадити військові формування республік як складової частини Червоної армії. У зв'язку із чим виникає потреба перетворення загальносоюзного НКО у союзно-республіканський... Зараз, — зазначив він, — коли всі народи Радянського Союзу прагнуть зайняти своє місце в лавах Червоної армії, для нас має поважне значення утворення військових формувань у республіках. |

Не обійшов проблеми творення національних частин і сам Сталін. У наказі до 26-ї річниці Червоної армії Верховний головнокомандувач зазначив, що
|  | утворення нових військових формувань у союзних республіках, підготовлене бойовою співдружністю народів СРСР у Вітчизняній війні і всією історією нашої держави, ще більше зміцнить Червону армію і увіллє до її лав нові бойові сили. |

На основі обговорення рішенням сесії Верховної Ради СРСР внесено зміни до Конституції СРСР, згідно з якими загальносоюзні наркомати оборони й закордонних справ перетворено на союзно-республіканські.
6 березня 1944 р. 6-а сесія Верховної Ради УРСР прийняла Закон «Про утворення військових формувань союзних республік та перетворення у зв'язку з цим народного комісаріату оборони із загальносоюзного в союзно-республіканський наркомат». Закон увійшов поправкою до Конституції СРСР (ст.18-а) та Конституції УРСР (ст.15-а).
|  | Радісніше б'ється серце, — наводила «Радянська Україна» висловлювання токаря-карусельника Олексія Ісаєнка, — коли дізнаємося про утворення військових формувань у республіках. Значить, тепер будуть українські військові частини. Немає сумніву, у цих частинах доблесні сини України піднесуть на ще більшу височінь бойову славу українського народу. |

Указом президії Верховної Ради УРСР від 11 березня 1944 р. народним комісаром оборони УРСР призначено члена ЦК КП(б) У, депутата Верховної Ради СРСР генерал-лейтенанта Василя Герасименка. Цей указ легалізував рішення, прийняте напередодні Ставкою верховного головнокомандування і Державним комітетом оборони (обидва органи очолював Й. Сталін). Дослідники припускають, що своїм призначенням В. Герасименко певною мірою зобов'язаний Микиті Хрущову, з яким був добре знайомий ще з довоєнних часів.
Зауважимо, що в інших союзних республіках наркомів оборони, на відміну від наркомів закордонних справ, призначено не було.

## Діяльність
Василь Герасименко, як і Микита Хрущов, мали інші погляди на функції нового наркомату. Новий нарком розпочав розробляти структури наркомату, штатний розпис тощо. Уже в березні Рада Народних Комісарів УРСР затвердила проект структури наркомату як постанову «Про формування апарату народного комісаріату оборони УРСР».
Як видно з цього документа, розроблена В. Герасименком структура виходила з ідеї розбудови збройних сил союзної республіки з усіма основними родами та видами зброї. Крім наркома оборони та його канцелярії, до складу наркомату мали увійти Генеральний штаб Червоної армії УРСР (з начальником та трьома його заступниками), вісім управлінь та вісім відділів; командуючі (піхотою, протиповітряною обороною, артилерією, авіацією, панцерними силами, кавалерією), начальники (військ зв'язку, тилу, інженерних, хімічних військ) — всі з відповідними штабами, комітетами, управліннями та відділами. Не лишилося обійденим в цій структурі і Політуправління Червоної армії УРСР із редакцією, друкарнею, видавництвом, Центральним будинком Червоної армії, а також Управління контррозвідкою «СМЕРШ», Військова Прокуратура, Військовий Трибунал тощо.
Виходячи з того, що двом військовим відомствам — НКО УРСР та КВО — буде тісно в розореному війною Києві, за підписом М. Хрущова та В. Герасименка 1 квітня 1944 р. було підготовлено проект постанови ДКО СРСР «Про створення Тернопільського військового округу та перейменування Київського військового округу в Житомирський військовий округ». Однак в Москві українську ініціативу не підтримали.
Новим проектом положення про український наркомат оборони передбачалося, що наркомові оборони УРСР підпорядковуються всі війська й місцеві органи військового управління на території УРСР, за винятком військ діючої армії і резерву Ставки верховного головнокомандування. Нарком повинен був керувати всією діяльністю військ округів, до його компетенції мало належати створення республіканських військових формувань тощо.
У разі втілення в життя цієї постанови Україна мала б повноправні збройні сили з усіма основними родами та видами військ. Однак згідно з проектом загальносоюзного Положення про наркомати оборони в союзних республіках, підготовленим 23.VI.1944, республіканські наркомати не мали права керувати військами, що дислокувалися у республіках, бо утворювалися як проміжна ланка між округами та НКО СРСР, бо народні комісари союзних республік мали керувати:
- діяльністю обласних, міських та районних військових комісаріатів;
- утворенням республіканських військових формувань відповідно до розпоряджень народного комісара Союзу РСР[8].

Проте правом керувати військами, дислокованими на республіканському терені, республіканські наркоми не наділялись. Крім того, НКО республік мали здійснювати свою діяльність через Військові Ради округів, тобто фактично мали стати проміжною ланкою між округами та НКО СРСР. Так, чотири військові округи УРСР згідно з положенням, просто опинилися в подвійному підпорядкуванні. Справжні республіканські наркомати оборони і республіканські військові формування керівництву СРСР були непотрібні.
У відповідь Микита Хрущов та Василь Герасименко звернулися 28 червня 1944 р. з листом до наркома оборони СРСР Й. Сталіна. Вказуючи на те, що подвійне підпорядкування округів ускладнюватиме умови їх роботи, вони наполягали на тому, що запропонований Москвою проект у разі його реалізації створюватиме ненормальні стосунки та плутанину в роботі апаратів Центральних управлінь НКО СРСР та округів. Наявність цього та інших «недоліків» проекту Головупраформу українські керівники вбачали у тому, що Генштаб розробив його «без урахування особливостей Української РСР, де є чотири військові округи». Для усунення усіх цих недоліків Микита Хрущов та Василь Герасименко запропонували внести до тексту «Положення» деякі зміни та доповнення, в силу яких округи та війська, розташовані на території республіки, мали б в усіх відношеннях підлягати наркомату оборони УРСР (за винятком військ діючої армії та Резерву Ставки ВГК). Згідно з цими доповненнями НКО УРСР із бутафорського на реальний орган керівництва збройними силами республіки:
|  | 1. Народний Комісар Оборони УРСР підпорядковується Народному Комісару Оборони СРСР (через Генеральний Штаб та Центральні Управління НКО) та Голові Ради Народних Комісарів Української РСР (безпосередньо) 2. Народному Комісарові Оборони УРСР підпорядковуються усі війська та органи місцевого військового управління, що розташовані на території республіки, за винятком військ діючої армії та Резерву Ставки Верховного Головнокомандуючого". |

Проте, дана пропозиція лишилася без відповіді.
4 червня 1944 р. Генштаб СРСР розпорядився про утворення канцелярії НКО УРСР при наркомі оборони України зі штатом у кількості 11 осіб — 6 військовиків і 5 вільнонайманих. До 20 липня 1944 р. канцелярія була в цілому укомплектована.
Реально Василь Герасименко керував лише військами Київського військового округу (який він очолював за сумісництвом), хоч республіканські й місцеві органи влади весь час зверталися до наркома й наркомату в різноманітних справах, які потребували вирішення по всій України. Наркомат не мав власного бюджету й фінансувався з Москви на розсуд військових чиновників центру.
Надії на те, що український наркомат оборони все ж таки існуватиме й розгортатиме свою діяльність, не полишили В.Герасименка й на початку 1945 р. Це, зокрема, засвідчував той факт, що 20 березня 1945 р. український нарком затвердив «Програму-завдання» для рішення фор-проекту будинку НКО УРСР у Києві. У програмі були ретельно розписані найменування усіх управлінь та служб із загальною кількістю військовослужбовців і вільнонайманих та орієнтовна площа, яка мала бути виділена під кожне з них. Крім службових приміщень, у будинку НКО УРСР передбачалися оглядовий зал на 1 тис. місць, зал офіцерських зібрань, бібліотеки-читальні, клубні кімнати, ресторан, кухня-їдальня, магазин тощо. Окремо планувалося збудувати готель, друкарню, майстерні, гаражі та інші підсобні приміщення. В цілому ж будинок НКО УРСР мав зайняти площу 56 140 м2, на якій передбачалося розмістити штату 3077 військовиків та 2150 вільнонаиманих.

## Ліквідація
13 листопада 1945 р. рішенням Сталіна, як Верховного головнокомандувача Збройних Сил СРСР, генерал-лейтенанта Василя Герасименка звільнено з посади наркома оборони УРСР та командувача Київського військового округу й переведено до Риги на посаду заступника командувача Прибалтійського військового округу Івана Баграмяна — спочатку зі стройової частини, потім з військово-навчальних закладів. Новопризначений командувач Київського військового округу генерал-полковник Андрій Гречко не став наркомом оборони УРСР, посада залишалася вакантною.
Зняття з посади наркома оборони УРСР Василя Герасименка означало фактичну ліквідацію наркомату. Сталося це незабаром після того, як 24 жовтня набрав чинності Статут ООН і УРСР утвердилася як країна-засновниця і член цієї міжнародної організації. Демонстрація суверенності УРСР була вже непотрібна.
1946 Наркомат оборони УРСР стали називати Військовим міністерством УРСР (указ Президії ВР УРСР від 25.III 1946), а з 1953 — Міністерством оборони УРСР (указ Президії ВР УРСР від 10.IV 1953). Республіканські військ, формування в Україні так і не були створені.
Канцелярія наркома оборони України проіснувала до травня 1946 року.
Наркомат, а згодом Міністерство оборони УРСР далі існувало лише рядком у Конституція УРСР, аж до 1978 р., коли даний рядок прибрали.